# Tórax
El tórax es la parte del cuerpo humano que se encuentra entre el cuello y el abdomen, en su región superior se comunica ampliamente con el cuello, mientras que su porción inferior queda separada del abdomen por el músculo diafragma. Tiene forma de tronco de cono, con la parte superior más estrecha. Está formado por la cavidad torácica rodeada por la pared torácica que le da forma y estabilidad. La cavidad torácica contiene órganos vitales, entre ellos el pulmón, el corazón, el esófago e importantes vasos sanguíneos como la aorta. La pared torácica tiene un esqueleto, la caja torácica, formado por las costillas que se unen anteriormente al hueso esternón por medio de cartílagos y posteriormente a la columna vertebral, la función de esta formación osteocartilaginosa, es proteger los órganos internos de los traumatismos y permitir los movimientos de inspiración y espiración gracias a su capacidad de expansión. La caja torácica está rodeada por diferentes músculos, tejido subcutáneo, piel y la glándula mamaria en la mujer. La estructura del tórax en los animales mamíferos presenta algunas variaciones con relación a la humana, por adaptación a su modo de vida. En insectos se llama tórax al tagma más cercano a la cabeza, en otros artrópodos el tórax se fusiona con la región cefálica formando un cefalotórax.

## Etimología
El término deriva del latín thorax, y este del griego θώραξ. Inicialmente se utilizaba para designar la coraza que cubre el pecho de los soldados. Numerosos términos derivan de esta palabra, entre ellos cefalotórax, protórax, mesotórax, metatórax neumotórax, hidrotórax, quilotórax, toracocentesis, toracotomía y toracoscopia.

## Caja torácica
La caja torácica es el esqueleto del tórax. Es una caja ósea delimitada por la columna vertebral en su región posterior y el esternón en la región anterior. Entre ambos se extienden las costillas que cierran el espacio. La caja torácica es más estrecha en su porción superior, cerca del cuello y más ancha en la región inferior, donde entra en contacto con el abdomen. Sirve de protección a los pulmones y el corazón que se encuentran en su interior.

### Columna vertebral

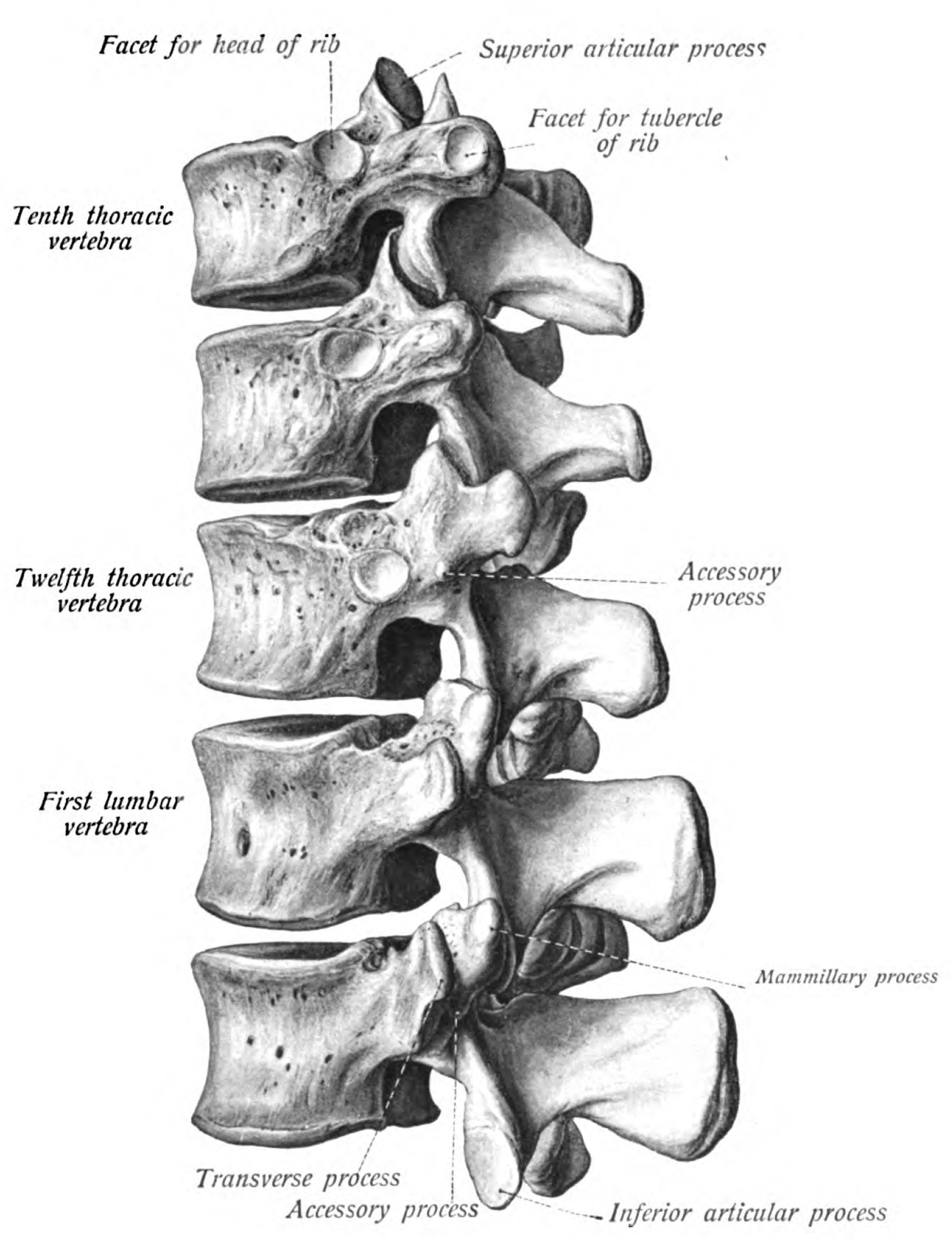
Imagen de las tres últimas vértebras dorsales y las dos primeras lumbares

La porción de la columna vertebral que corresponde al tórax está formada por 12 vértebras que se numeran desde T1 hasta T12. Tiene la particularidad de que cada vértebra estar articulada con dos costillas, una a cada lado, mediante carillas articulares.

### Esternón
Es un hueso plano que se divide en tres partes que se llaman, de arriba hacia abajo, manubrio, cuerpo y vértice, el cual termina en la apófisis xifoides. El esternón se articula con las costillas segunda a décima y con la clavícula mediante la articulación esternoclavicular.

### Costillas

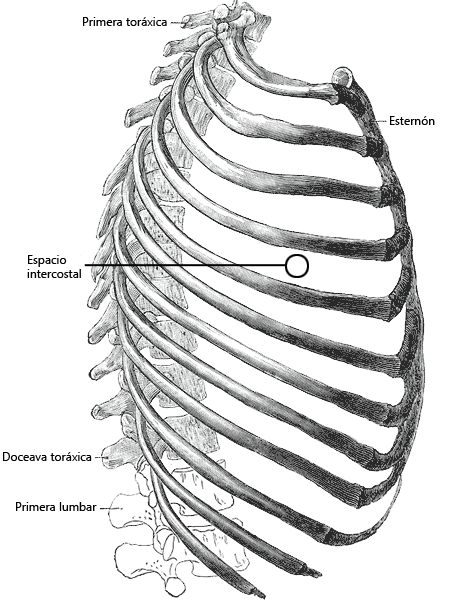

Son doce pares de huesos planos curvados que se articulan por detrás con la columna vértebral torácica mediante las articulaciones costo vertebrales y por delante con el esternón. Los pares once y doce no se articulan con el esternón, por lo que se llaman costillas flotantes.

## Articulaciones
Hacen posible los movimientos respiratorios. Las articulaciones del tórax son numerosas:
- Articulaciones intervertebrales. Unen cada vértebra con la superior e inferior.
- Articulaciones costovertebrales. Son la conexión entre las vértebras torácicas y las costillas. Puede distinguirse la articulación de la cabeza de la costilla que une la cabeza costal con los cuerpos vertebrales y la articulación costotransversa que une la tuberosidad costal con las apófisis transversas de las vértebras.
- Articulaciones costocondrales. Es una articulación fibrosa en la que el hueso de cada costilla se une con el cartílago correspondiente.
- Articulaciones intercondrales. Son articulaciones sinoviales entre los cartílagos costales de la 6-7, 7-8 y 8-9 costillas.
- Articulaciones esternocostales. Unen el esternón con las costillas. Son articulaciones sinoviales, excepto la que une la primera costilla y el manubrio del esternón que es fibrocartilaginosa.
- Articulaciones esternoclaviculares. Unen el esternón con ambas clavículas y permiten los movimientos del hombro. Presentan un pequeño menisco articular y están reforzadas por ligamentos esternoclaviculares y costoclaviculares.
- Articulación manubrioesternal. Articulación tipo sínfisis entre el manubrio y el cuerpo del esternón.
- Articulación xiloesternal. Articulación tipo sínfisis entre la apófisis xifoides y el cuerpo del esternón.

## Músculos

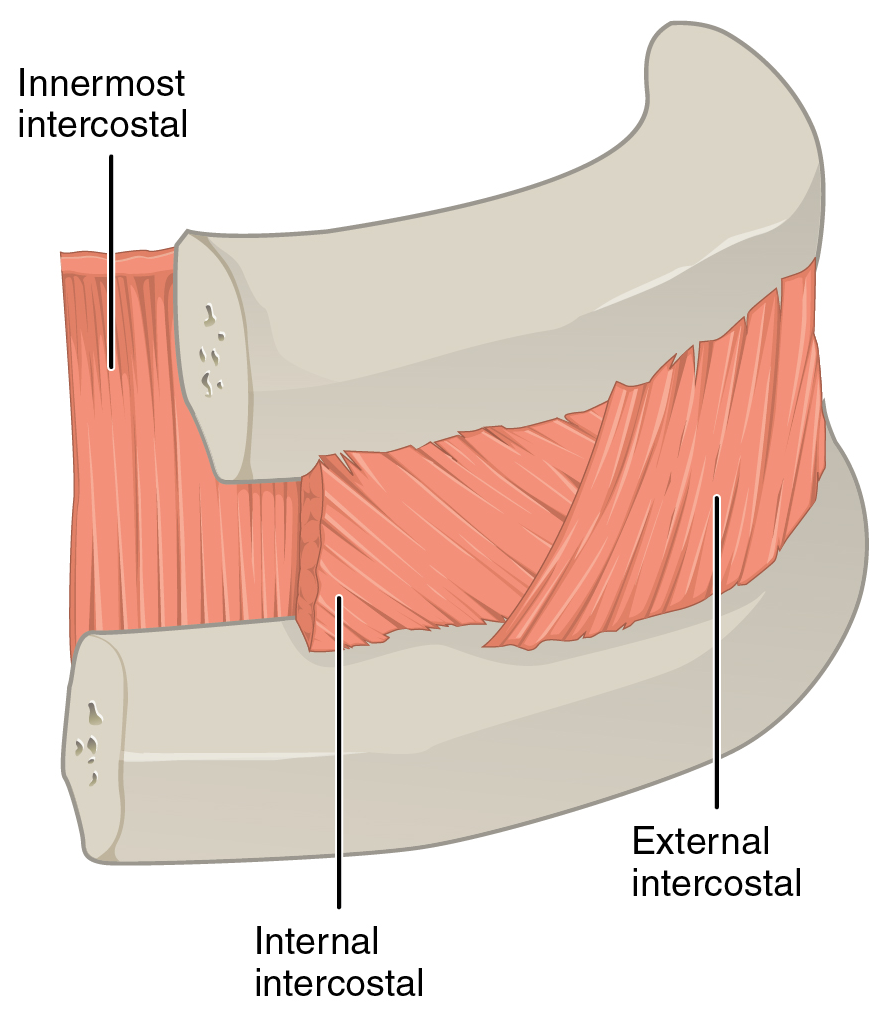
Músculos intercostales

- Músculos intercostales. Cierran los espacios que se encuentran entre las costillas. Se dividen en intercostales externos e internos.[5]
- Músculos elevadores de las costillas. Unen el borde superior de cada costilla con la apófisis transversa de la vértebra inmediata.
- Músculo transverso del tórax. Se extiende desde la cara posterior del apéndice xifoides del esternón hasta los cartílagos costales situados a ambos lados.
- Músculo pectoral mayor. Es un músculo par situado en la porción superior y anterior del tórax. Contribuye a la movilidad del hombro.

- Músculo pectoral menor. Está situado más profundo que el pectoral mayor.
- Músculo serrato anterior. Se ubica en la región lateral y superior del tórax. Une las 9 costillas superiores con la escápula.
- Músculo serrato posterior superior. Músculo par situado en la región dorsal superior, se extiende desde las tres primeras vértebras dorsales a las costillas.
- Músculo serrato posterior inferior. Músculo par situado en la región dorsal inferior. Se extiende desde la columna vertebral a las cuatro últimas costillas.
- Músculo dorsal ancho. Situado en la región dorsal, se extiende desde las últimas vértebras dorsales hasta el húmero y contribuye a la movilidad del hombro.
- Diafragma. Separa el tórax del abdomen, es el músculo principal de la respiración.[5]

## Mediastino

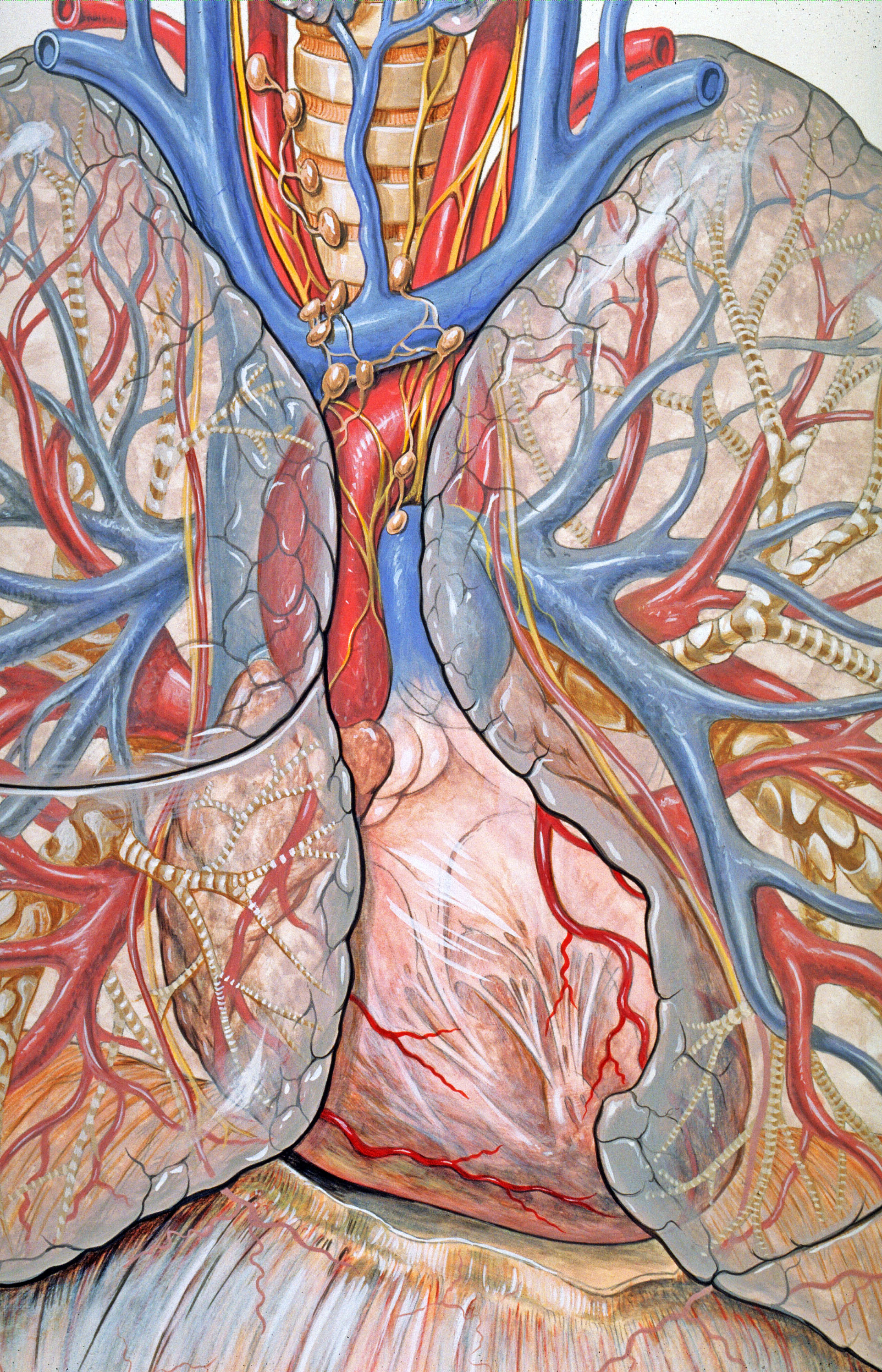
Vista anterior del tórax. Pueden observarse algunas de las estructuras que forman parte del mediastino, entre ellas el corazón, la arteria aorta y la tráquea.

El mediastino es el compartimiento anatómico situado en el centro del tórax, entre los pulmones derecho e izquierdo. Se encuentra por detrás del esternón y por delante de las vértebras torácicas. Por debajo está limitado por el diafragma que separa el tórax del abdomen y por arriba por la base del cuello. Para entender su situación, se puede dividir la cavidad torácica en tres espacios, dos laterales que son las cavidades pleuropulmonares formadas cada una por un pulmón y su pleura, y un espacio central, el mediastino. Aloja el corazón y los grandes vasos sanguíneos de entrada y salida al mismo. El mediastino es lugar de paso para diferentes estructuras, entre ellas el esófago, la tráquea, el conducto torácico y nervios importantes como el nervio vago y el frénico.

## Pulmones

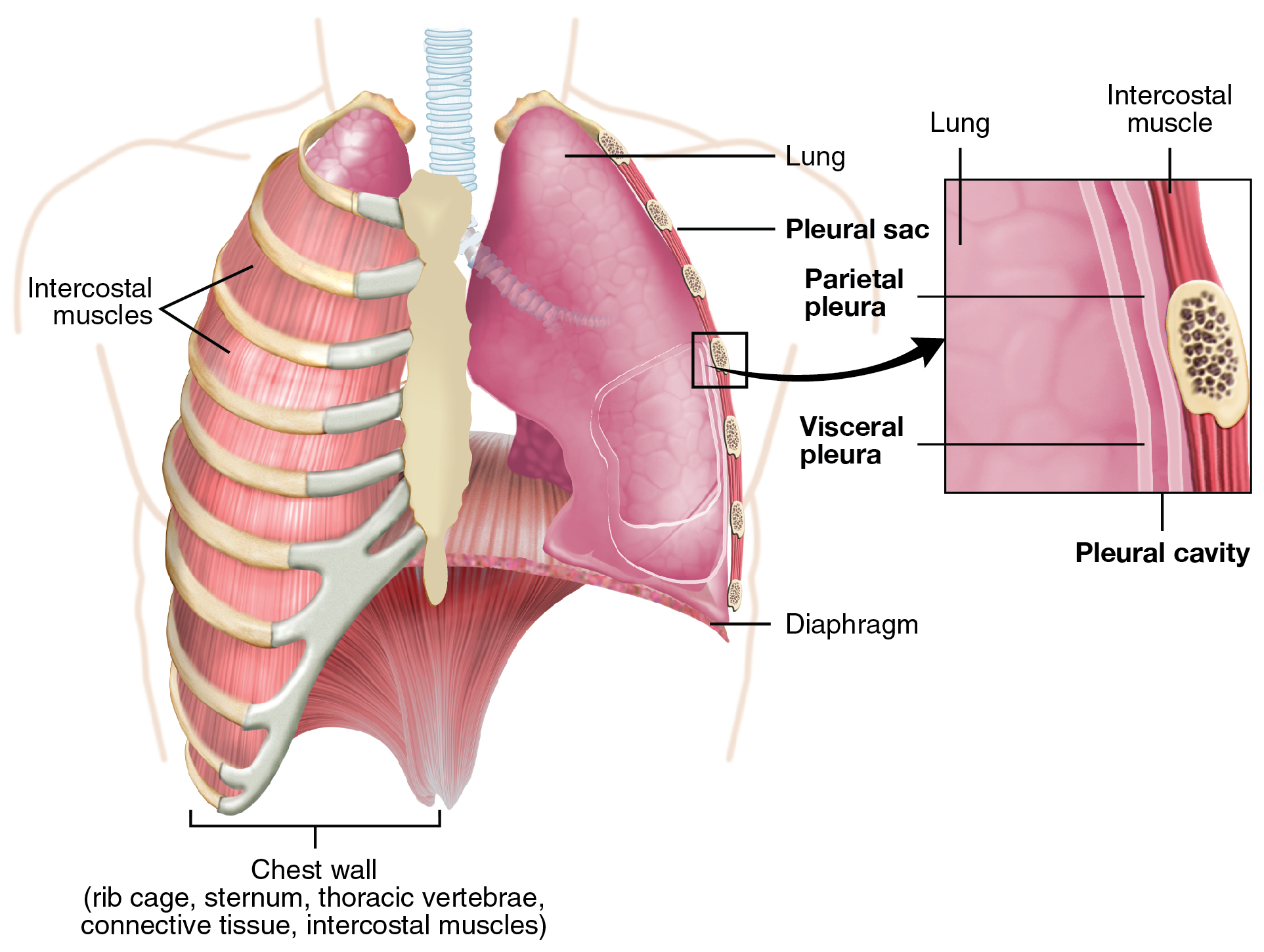
Esquema del tórax en el que se representan los pulmones, la pleura y la cavidad pleural

Los pulmones derecho e izquierdo ocupan gran parte de la cavidad torácica y se adaptan a la forma externa del tórax. Están rodeados por una membrana de doble hoja llamada pleura, la capa más próxima al pulmón se llama pleura visceral y la que está en contacto con la pared torácica es la pleura parietal, entre las dos hojas existe una cavidad que se llama cavidad pleural. En el plano medio los sacos pleurales del pulmón derecho e izquierdo se adosan al mediastino situado en el centro.

## Movimientos del tórax

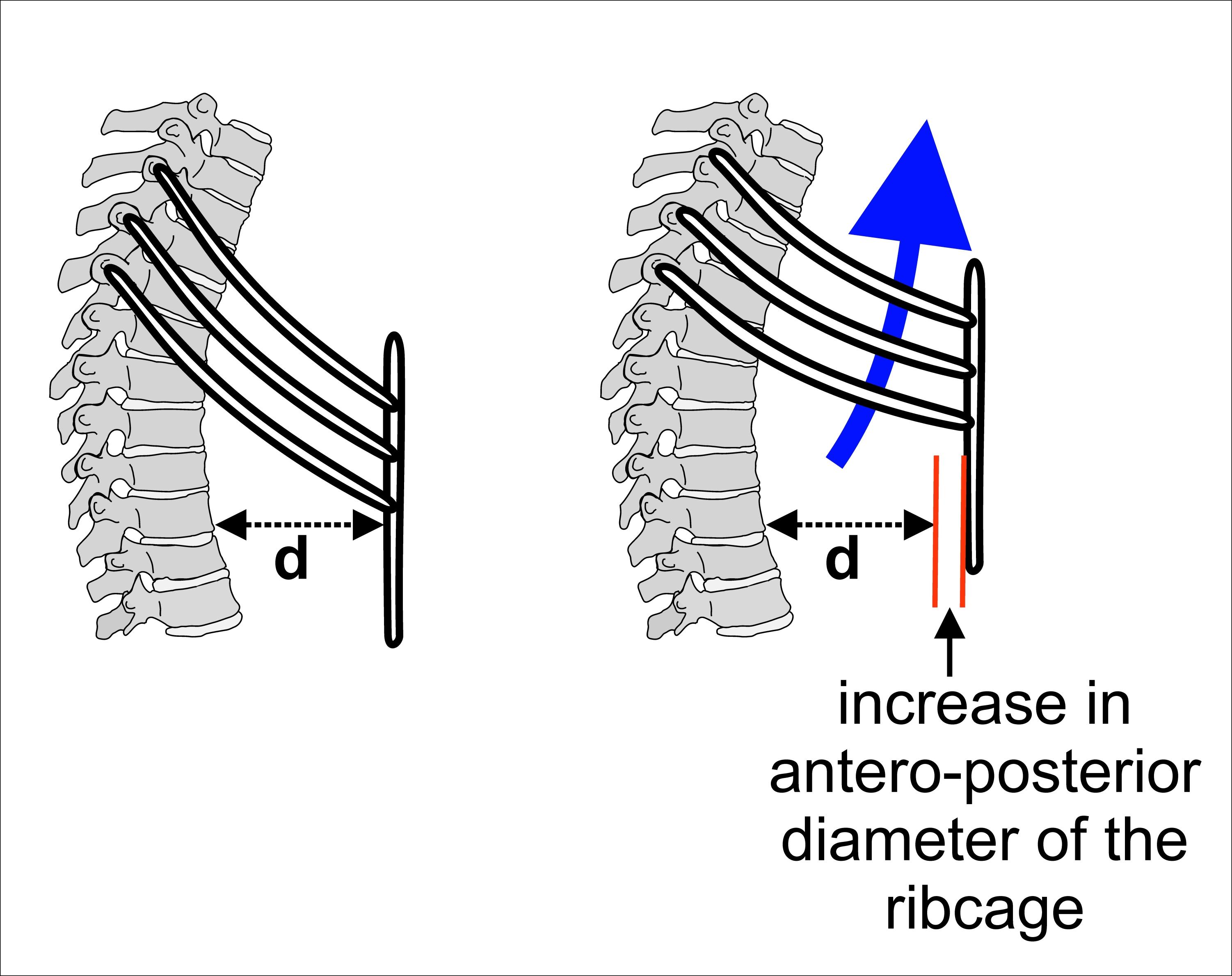
Esquema en el que se representa el movimiento de las costillas hacia arriba durante la inspiración y el aumento del diámetro anteroposterior del tórax

La columna vertebral dorsal es relativamente rígida, sobre todo las vértebras comprendidas entre T5 y T9, no obstante combinando el pequeño grado de movimiento entre dos vértebras adyacentes, se produce finalmente un movimiento de bastante amplitud. La columna torácica o dorsal tiene movimientos voluntarios de flexión, extensión, inclinación lateral a ambos lados y rotación. La flexión puede alcanzar los 40° y la extensión entre 15 y 20°. La inclinación lateral alcanza los 20° a cada lado y la rotación unos 50° a cada lado.
Durante la inspiración se produce elevación de las costillas y aumento del diámetro anteroposterior del tórax por contracción de los músculos intercostales y aumento del diámetro vertical del tórax por contracción y descenso del diafragma. En cambio, durante la espiración, el diafragma se relaja y el diámetro vertical disminuye, las costillas descienden y el diámetro anteroposterior del tórax disminuye.

## Ángulos costales
- Ángulo esternal. También llamado ángulo de Louis, corresponde al punto de unión entre el manubrio y el cuerpo del esternón. Sirve como referencia en la exploración del tórax, pues corresponde al lugar donde la segunda costilla se une al esternón, a la altura de las vértebras dorsales 4.ª y 5.ª.[7]
- Ángulo costoxifoideoe o infraesternal: Es el ángulo formado entre la apófisis xifoides del esternón (vértice) y los cartílagos fusionados de las costillas 7.ª a 10.ª.[7]

## Líneas de referencia
- Línea medioesternal. Es una línea imaginaria vertical que cruza el tórax de arriba hacia abajo y divide el esternón en dos mitades iguales.
- Línea medioclavicular. Es una línea imaginaria que cruza verticalmente el tórax dividiendo la clavícula en dos partes iguales. Existe una línea medioclavicular derecha y otra izquierda.[11]
- Línea paraesternal: Se sitúan a ambos lados del esternón, entre la línea medioesternal y la línea medioclavicular.
- Línea axilar anterior. Desciende vericalmente desde el borde anterior de la axila. Forma el límite de la cara anterior del tórax.
- Línea vertebral. Está situada en la región posterior del tórax. Es una línea imaginaria vertical que une las apófisis espinosas de las vértebras dorsales.[12][13]

## Puntos de referencia anatómicos

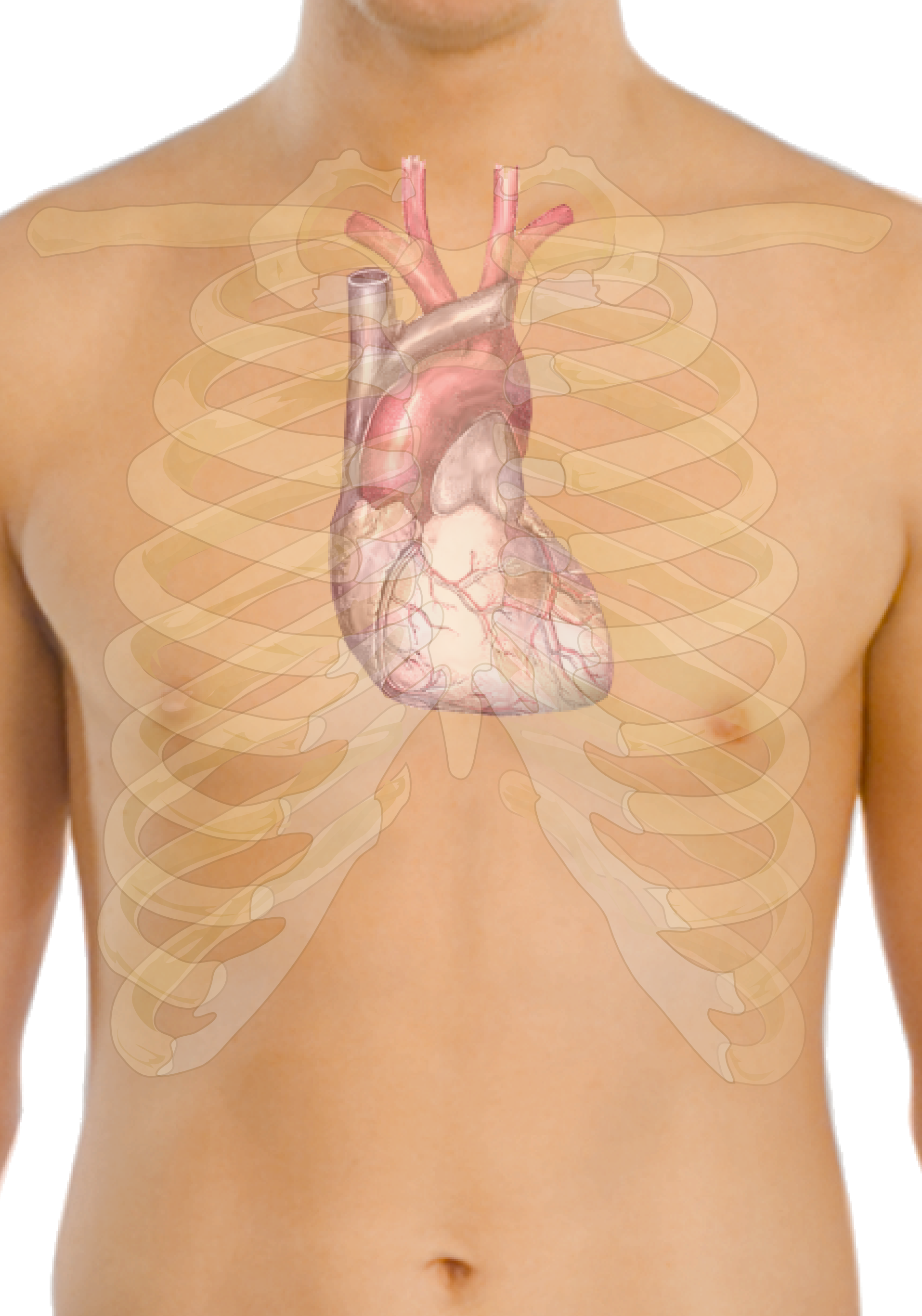
El vértice del corazón normal está en el quinto espacio intercostal izquierdo

La anatomía del tórax también se puede describir mediante el uso de puntos de referencia anatómicos.
- El vértice del corazón normal está en el quinto espacio intercostal izquierdo, a 9 cm de la línea media.
- Clavícula. Marca el límite óseo superior del tórax.
- Reborde costal. Marca el límite óseo inferior del tórax junto con el apéndice xifoides del esternón.
- Apófisis espinosa de la séptima vértebra cervical. Se escuentra en la región posterior del cuello y marca el límite inferior del cuello. Es punto de referencia para contar las vértebras dorsales.
- Escotadura supraesternal. Se ubica en el borde superior del manubrio del esternón.

## Enfermedades del tórax
El tórax contiene varios órganos y numerosas estructuras. Por este motivo el número de enfermedades que pueden afectarlo es muy elevado.

### Traumatismos
Los traumatismos torácicos provocan hasta 1/4 de todas las muertes debidas a traumatismos en los Estados Unidos. Los traumatismos cerrados suelen provocar lesiones de la pared torácica, una de las más habituales es la fractura de costilla. El dolor asociado con estas lesiones puede dificultar la respiración y comprometer la ventilación.

### Deformaciones
- Pectus carinatum. También llamado tórax en quilla, se caracteriza por la protrusión del esternón hacia delante, puede asociarse a protrusión de los cartílagos costales hacia fuera de la parrilla costal.[17]
- Pectus excavatum. Es la malformación del tórax más frecuente. Se caracteriza por una depresión del esternón más o menos intensa que en ocasiones puede provocar dificultad respiratoria. Por lo general está presente desde el nacimiento y aumenta en intensidad a lo largo del desarrollo, haciéndose más evidente durante la adolescencia.[18]

### Enfermedades del corazón
Entre las enfermedades del corazón, destaca por su frecuencia y gravedad el infarto de miocardio que pueden acompañarse de dolor en el pecho, sudoración, dificultad para respirar y latidos cardíacos irregulares. Otras enfermedades del corazón son la miocardiopatía, las cardiopatías congénitas, la pericarditis y los trastornos del ritmo cardíaco.

### Enfermedades del pulmón

Correlación entre el tabaquismo y la incidencia de cáncer de pulmón desde comienzos del

Muchas de las enfermedades del pulmón se relacionan con la inhalación del humo del tabaco, entre ellas el cáncer de pulmón y la enfermedad pulmonar obstructiva crónica. Otros procesos frecuentes son el neumotórax, el asma, la atelectasia y las enfermedades infecciosas que afectan al pulmón, entre ellas la neumonía y la tuberculosis pulmonar.

### Enfermedades del mediastino
El mediastino puede ser afectado por diferentes enfermedades, entre ellas la mediastinitis, la fibrosis mediastínica, el neumomediastino y los tumores de mediastino.

## En otros animales

### Mamíferos
En mamíferos, el tórax es la región del cuerpo que se extiende desde el cuello hasta el diafragma y no incluye los miembros. Su estructura ósea se llama caja torácica formada por el esternón, las vértebras torácicas, y las costillas. El número de costillas varía según la especie, 18 pares en el caballo, 13 pares en bovinos y cánidos. Dentro de la caja torácica se encuentra la cavidad torácica en la que ubican el corazón, los pulmones, el esófago, la tráquea y muchos vasos sanguíneos.

### Reptiles
Dentro de los reptiles, los quelónidos (tortugas) tienen unas características especiales que los diferencian del resto de los tetrápodos, poseen un caparazón rígido al que están soldados las costillas y las vértebras dorsales, por lo que les resulta imposible la respiración mediante la expansión del tórax,
utilizan otros mecanismos adaptativos.
En los ofidios, el tórax no está bien delimitado, y no existe una separación externa clara entre cuello, tórax y abdomen. Tienen costillas que se unen a las vértebras dorsales, pero carecen de esternón, lo que les otorga gran flexibilidad y capacidad de distensión, muchas especies tienen un solo pulmón funcional.

### Artrópodos
Se distinguen los insectos, arácnidos, miriápodos y crustáceos. También los trilobites que son artrópodos extintos.

#### Trilobites

Anatomía de un trilobite

El cuerpo de un trilobite se divide en tres secciones principales: cefalón con ojos, piezas bucales y órganos sensoriales, tórax de múltiples segmentos similares y un pigidio, o sección de la cola.

### Crustáceos
El cuerpo de los crustáceos está dividido en tres tagmas o regiones: céfalon (cabeza), pereion (tórax) y pleon (o abdomen), generalmente los primeros segmentos del tórax se unen a la cabeza, formando el cefalotórax.

Anatomía de un malacostráceo

#### Insectos

Tórax de un díptero

En los insectos el tórax es una de las tres divisiones principales del cuerpo o tagma.
El tórax de los insectos está integrado por tres metámeros o segmentos, denominados protórax (primer segmento), mesotórax (segundo segmento) y metatórax (tercer segmento); en él se insertan tres pares de patas (una en cada segmento) y dos pares de alas (mesotórax y metatórax). Cada segmento torácico en un insecto se subdivide en varias partes, en algunos insectos, cada una de estas partes está compuesta de una a varias placas exoesqueléticas independientes con membrana entre ellos (esclerito).

#### Arácnidos
El cuerpo de los arácnidos se divide en dos regiones o tagmas que se llaman prosoma y opistosoma. No tienen un tórax diferenciado, pues esta región está unida a la cabeza formando un cefalotórax o prosoma en el que se insertan los apéndices que son un par de quelíceros junto a la boca, un par de pedipalpos y cuatro pares de patas. El prosoma puede tener una unión ancha con el opistosoma o estar separado de este por una constricción o cintura que se llama pedicelo.

#### Miriápodos
El cuerpo de los miriápodos se divide en cabeza y tronco, no poseen un tórax diferenciado.